# Szyling tanzański
Szyling tanzański – jednostka walutowa Tanzanii od 1966 roku. 1 szyling = 100 centów.
Obecnie w obiegu znajdują się:
- monety o nominałach 50, 100, 200 i 500 szylingów.
- banknoty o nominałach 500, 1000, 2000, 5000 i 10000 szylingów.

Inną walutą używaną w Tanzanii jest Dolar amerykański.